# Laura Secord

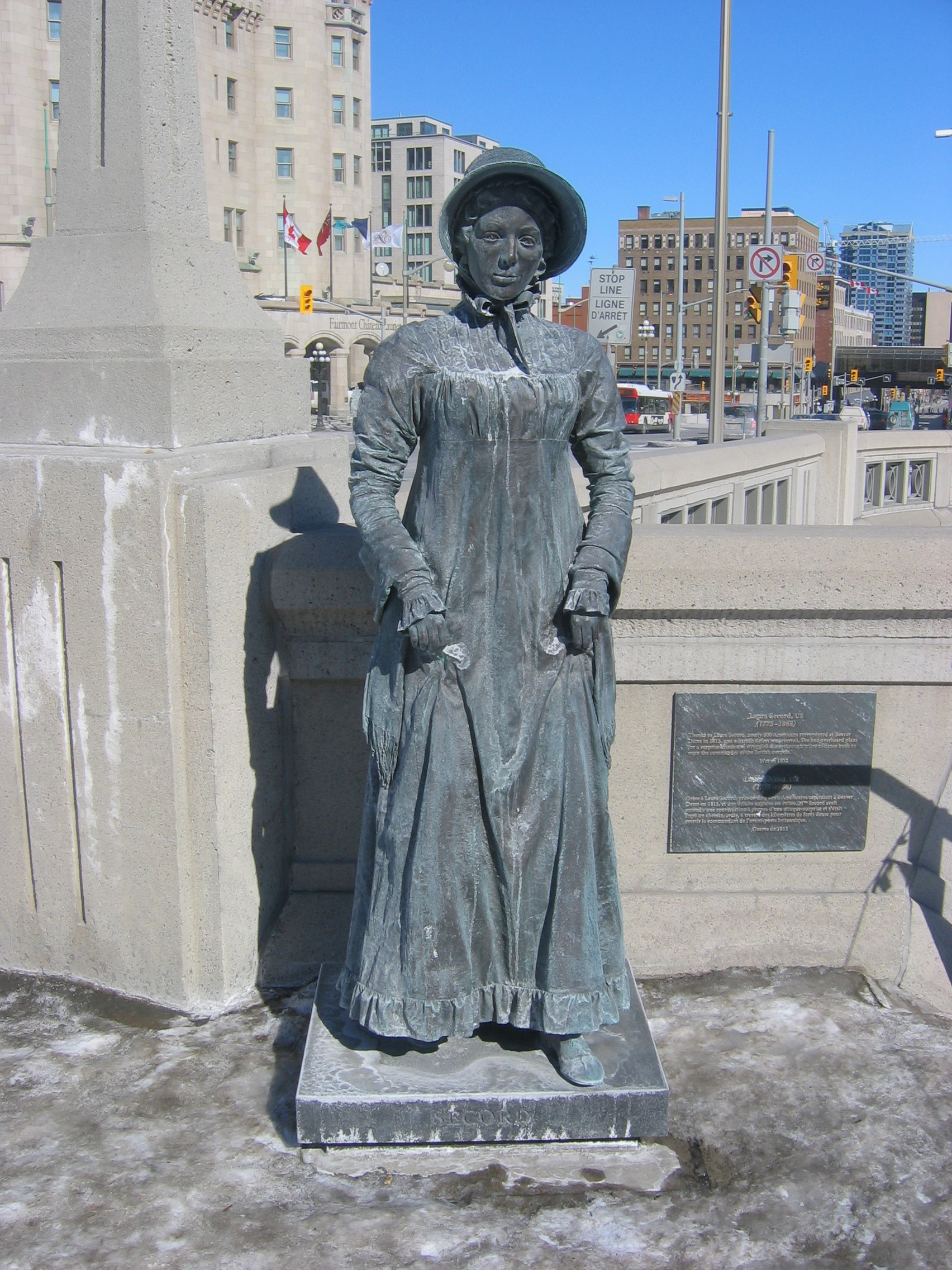
Standbeeld van Laura Secord in Ottawa

Laura Secord (1775-1868) is een Canadese heldin uit de oorlog van 1812 tegen de Verenigde Staten.
In mei 1813 was de familie Secord verplicht om 3 Amerikaanse officiers onder te brengen, waar ze hen hoorde plannen smeden om een verrassingsaanval te doen op luitenant James Fitzgibbon, wat de Amerikanen de controle over de Niagara zou geven.
Omdat haar man gewond was, ging zij op weg om Fitzgibbon te waarschuwen. Ze liep 32 kilometer vooraleer ze een groep Mohawks vond, een stam die met de Britten samenwerkte. Van daaruit werd ze naar Fitzgibbons kamp geleid waar ze de luitenant kon waarschuwen.
Een klein Brits peloton stond klaar om de Amerikaanse aanval af te slaan, bijna alle Amerikaanse soldaten werden gevangengenomen in de daaropvolgende strijd.
Er zijn verschillende versies ontstaan over deze gebeurtenis, maar het gaat vooral om details in het verhaal.
In 1860, toen Albert Eduard, Prins van Wales (later koning Eduard VII) op reis was in Canada, hoorde hij over haar vertellen. Hij bracht haar een bezoek en gaf haar 100 pond. De enige erkenning die ze voor haar prestatie mocht ontvangen tijdens haar leven.